# 280
280 (CCLXXX na numeração romana) foi um ano bissexto do século IV do Calendário Juliano, da Era de Cristo, teve início a uma quinta-feira  e terminou a uma sexta-feira, as suas letras dominicais foram D e C (53 semanas)
| Ano completo                           |
| -------------------------------------- |
| Ano bissexto com início à quinta-feira |

## Acontecimentos
- A China é unificada sob a Dinastia Jin, depois de o Imperador Wu conquistar o Reino de Wu, terminando o período conhecido como dos Três Reinos.
- Aparece a tribo germânica dos Turíngios.

## Nascimentos
- São Jorge, soldado do Império Romano e, mais tarde, mártir cristão (ou em 275 – data aproximada).

## Mortes
- Marajá Sri-Gupta da Dinastia Gupta.